# Carlos Helo
 Carlos Antonio Abelardo Helo Rojas  (24 de junio de 1929-Recoleta, 2 de enero de 2006) fue un humorista chileno.

## Carrera artística
Se inició en los populares restaurantes y centros de nocturnos de Santiago «Goyesca» y «El Pollo Dorado», para luego saltar a la "caravana del buen humor" en Radio Portales. También actuó en el circo de "Las Águilas Humanas" junto a Los Perlas y Los Caporales. En 1964 debutó en Sábados Gigantes.
Participó 7 veces en el Festival Internacional de Viña del Mar (1960, 1962, 1963, 1964, 1965, 1970, 1979).

## Muerte
El día 2 de enero de 2006 a las 06:50 horas Carlos Helo fallece producto de un paro cardiorrespiratorio originado por una insuficiencia renal. Sus restos fueron velados en la Parroquia de la Asunción. Una de las calles en Recoleta lleva el nombre de humorista Carlos Helo.

## Libros
- Helo, Carlos (1982). Villa Sonrisa. Precy Gráficas. Consultado el 21 de octubre de 2020.